# علي قمبر
علي قمبر فضل من مواليد 9 مارس 1992 لاعب كرة قدم قطري يلعب في الوسط.
لعب سابقاً في نادي مسيمير ونادي الشمال.